# Lirainosaurus
Lirainosaurus là một chi khủng long, được Sanz J. E. Powell Le Loeuff R. D. Martínez & Pereda-Suberbiola mô tả khoa học năm 1999.